# Derra’a

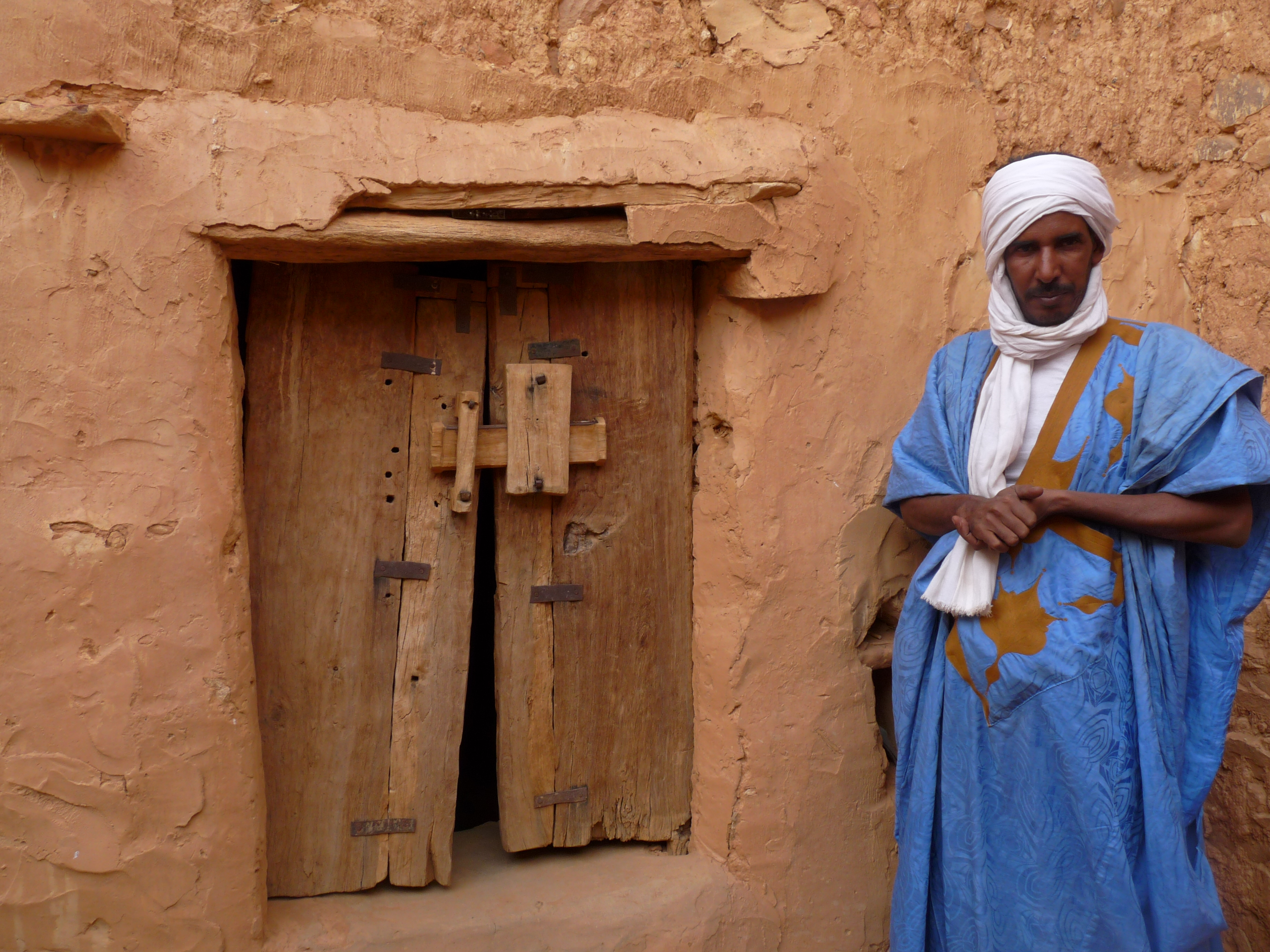
Bidhan mit kostbarer Derra’a in Chinguetti

Die Derra’a (arabisch دراعة, DMG durrāʿa, Pl. drārīʿe) ist das traditionelle weite Obergewand der Bidhan-Männer in Mauretanien, also der maurischen Gesellschaftsschicht. In der Westsahara wird bei den Sahrauis der ärmellose, bis zu den Knöcheln reichende Baumwollstreifen nur noch zu besonderen Anlässen getragen. Weiter südlich wird ein ähnliches Kleidungsstück Boubou genannt.

## Herstellung und Form
In Mauretanien müssen alle Stoffe (allgemein hassania hunṭ), die für  Kleider oder die Zelte (khaima) der Nomaden benötigt werden, aus Europa, Indien oder den Nachbarländern eingeführt werden. Der für Derra'as benötigte Baumwollstoff gelangt als Ballen oder als etwa 15 Meter langer Streifen (f. beiṣa, Pl. beiṣ) auf die Märkte und wird von Schneidern (Sg. ḫayyāṭ) zugeschnitten und vernäht. Die Arbeit an der Nähmaschine ist in der Regel Sache der Männer, während die Frauen der unteren Handwerkerschicht (Pl. maʿllemīn, Sg. m. maʿllem) für das Gerben und die ornamentale Gestaltung der Lederwaren zuständig sind. In jeder Kleinstadt finden sich Nähstuben, die häufig zugleich Verkaufsläden sind, im Bereich des Marktes; besonders viele Schneider haben sich in der Landeshauptstadt Nouakchott im Obergeschoss des Zentralmarktes (Marché Capitale) eingemietet. Vor allem in Oualata werden Derra'as mit Stickereien verziert.
Die Männergewänder werden aus blauer oder weißer Baumwolle gefertigt. Der blaue Stoff (Guineatuch) ist mit Indigo gefärbt, wobei je nach der Farbintensität unterschiedliche Sorten benannt werden: Šandōra sind dunkelblaue, ins Violett gehende Stoffe; die am weitesten verbreiteten mittleren Blautöne heißen rūm, safana oder hašem el-bagara. Der alte Name „Guineatuch“ für die blauen Stoffe geht auf die frühere Bezeichnung „Guineaküste“ zurück, womit im weitesten Sinn die gesamte westafrikanische Küste gemeint war. Dort hatten Engländer und Franzosen Indigoplantagen angelegt. Die in Indien hergestellten Stoffe waren im 17. und 18. Jahrhundert für die französischen Händler in der Sudanregion ein Tauschmittel gegen das in Mauretanien geerntete, kostbare Gummi arabicum, das über den senegalesischen Hafen Saint-Louis nach Europa verschifft wurde. Auch bei den Tuareg und im Norden Nigerias waren mit Indigo gefärbte Stoffe stets teuer und begehrt. Das weiße Tuch (Perkal) kommt in verschiedenen Qualitäten unter Namen wie ḫunṭ el abioḍ, elbīoḍ und berkān in den Handel.
Für ein mittelgroßes Gewand wird ein etwa elf Meter langer Stoffstreifen benötigt, der in drei Teile zerschnitten an den Längsseiten zusammengenäht wird, sodass sich eine Rechteckbahn mit einer Breite von zwei Metern ergibt. Diese wird in der Hälfte quer gefaltet und an den Rändern von außen her in Richtung Falz zusammengenäht. Die beiden Abnäher lassen eine ausreichend breite Öffnung für die Arme frei. Herunterhängende Arme verschwinden im Gewand, waagrecht gestreckt ziehen sie es wie ein Segel in die Breite. Um die Arme frei bewegen zu können, müssen die seitlichen Stoffteile  auf die Schultern hochgeschoben oder umgekrempelt werden. Da sie schnell herunterrutschen, geschieht dies in kurzen Zeitabständen.
Ein Halsausschnitt in der Mitte am Falz wird mit einer Borte umnäht. An der linken Brustseite ist eine Tasche aufgenäht, in der kleine Dinge wie die Pfeifentasche beīt, Zahnputzstäbchen und Geld aufbewahrt werden.
Unter der Derra’a kleiden sich die Männer traditionell mit einer sehr weiten Hose (m. serwāl, Pl. srāwīl), die bis zu den Knien reicht und mit einem Hosengürtel gehalten wird, der meist ähnlich wie der Zuggurt des Männerreitsattels rāḥla geflochten ist. Andere Gürtel bestehen aus dicken Lederstreifen. Unabhängig vom Material haben die Gürtel ein von der Verknotung – bei Ledergürteln von einer Metallschließe – bis fast auf den Boden herabhängendes loses Ende, das oft noch unterhalb der Derra’a herausschaut. Für traditionelle Hemden mit und ohne Ärmel, die mehr in der kälteren Jahreszeit darunter angezogen werden, gibt es verschiedene regionale Bezeichnungen und Schnittmuster. Heute tragen Männer überwiegend westliche Hosen und Hemden unter ihren Gewändern. Den Kopf bedeckt ein Turban (m. ḥawli, Pl. ḥawāle) aus dunkelblauem Tuch von etwa 80 Zentimetern Breite und 350 Zentimetern Länge, den die Bidhans zusammengedreht um den Kopf und unter dem Kinn hindurch wickeln und gelegentlich über Mund und Nase ziehen, sodass wie bei den Tuareg vom Gesicht nur die Augenpartie freibleibt.
Bidhan-Frauen tragen die Malefa (mlaḥfa, Pl. mlaḥāf), ein durchschnittlich 1,6 Meter breites und 3,5 Meter langes Tuch, das zweimal um den Körper und dann über den Kopf geschlungen wird. Die in Marokko von beiden Geschlechtern übergezogenen Djellabas mit Kapuze sind in Mauretanien praktisch nicht anzutreffen.

## Kulturelle Bedeutung

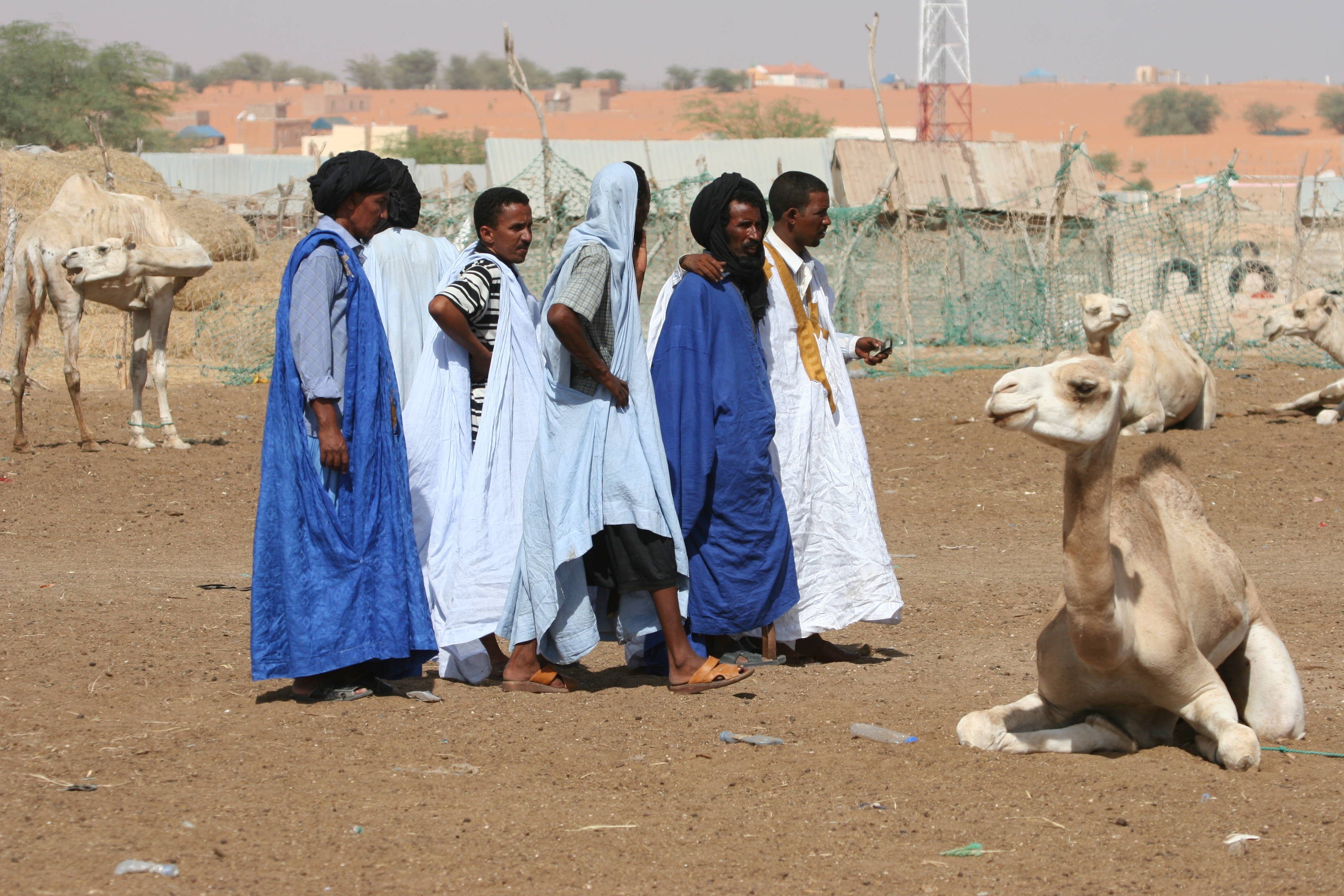
Unterschiedlich lange Gewänder. Kamelmarkt am östlichen Stadtrand von Nouakchott an der Straße Richtung Boutilimit

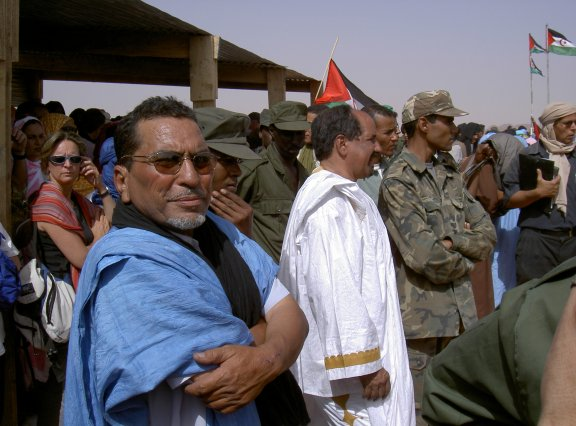
In der weißen Derra’a Mohamed Abdelaziz, Generalsekretär der Polisario, 2006

Die Ethnien in Mauretanien werden grob in arabisch-berberische Bidhans und schwarzafrikanische Soudans eingeteilt. Genauso bedeutsam ist wegen der hierarchischen Gesellschaftsstruktur des Landes die Zugehörigkeit zu einer der sozialen Schichten oder Klassen, die es innerhalb der Bidhans und der Soudans gibt und deren Einteilungen zu Überschneidungen mit dem ethnischen Konzept führen. Mitglieder von Ethnien, die den Soudans zugerechnet werden, können einer der beiden oberen Klassen der Bidhans, den Hassani (Kriegerklasse) und Zawaya (Marabouts) angehören. Die ehemaligen schwarzafrikanischen Sklaven, (Haratins) fühlen sich eher der Kultur ihrer einstigen Herren verbunden, mit denen sie als Nomaden über Jahrhunderte durch die Wüste zogen, und weniger den Ackerbau treibenden sesshaften Bevölkerungsgruppen gleicher Hautfarbe. Die mauretanischen Sklaven hatten zwar nie eine Chance, in die oberen Schichten der Bidhan-Gesellschaft aufzusteigen, falls es die finanziellen Mittel erlauben, kopieren sie aber ihren Lebensstil und tragen zur westlichen Kleidung einen langen Gürtel und darüber eine Derra’a.
Die herabhängenden Seitenteile der Derra’a wurden nach einer Fotografie von Odette du Puigaudeau (1968) früher von Kriegern in der Region Trarza mit einem sich über der Brust kreuzenden Stoffband nach oben gebunden. Ohne solche Verschnürungstechniken ist das weite Kleidungsstück bei körperlichen Tätigkeiten hinderlich. Weder Hassani noch die Gelehrtenkaste der Zawaya verrichteten selbst alltägliche Arbeiten, Bedienstete und Sklaven hüteten früher ihre Viehherden und bewirtschafteten die Felder. Arbeiter tun dies bis heute in Gewändern, die häufig nur bis zu den Knien reichen, Viehhirten haben die Seitenteile zusammenverknotet.
Für die mauretanischen Bevölkerungsgruppen, die von alters her das bis fast zum Boden reichende Gewand tragen und für den im 20. Jahrhundert erweiterten Personenkreis ist die Derra’a Nationaltracht und Statussymbol. Die Sahrauis mussten ihre nomadische Lebensweise in den 1970er Jahren durch den Westsaharakonflikt praktisch vollständig aufgeben. Sklaverei war bei ihnen früher weniger verbreitet, ebenso waren die Klassenunterschiede geringer. Heute propagiert die Unabhängigkeitsbewegung Polisario ein egalitäres Gesellschaftsmodell. Bis auf festliche Anlässe tragen Saharauis kaum noch Derra’as.